# Révélations posthumes
Révélations posthumes est une bande dessinée dessinée par Andreas et écrite par François Rivière. Elle a été publiée en 1980 par Bédérama.

## Publication
- Bédérama (1980)  (ISBN 2-903207-05-4)
- Delcourt (Collection Conquistador) (1991)  (ISBN 2-906187-80-1)

### Documentation
- Jean-Luc Fromental, « Le Guide des meilleurs albums : Révélations posthumes », dans Jean-Luc Fromental (dir.), L’Année de la bande dessinée 81/82, Paris, Temps Futurs, 1982, p. 53.